# سرطانة غدية حرشفية
السرطان الغدي الحرشفي أو سرطان الخلايا الحرشفية الغدي هو نوع من السرطان يحوي على نوعين من الخلايا: الخلايا الحرشفية (الخلايا الرقيقة والمسطحة التي تبطن أعضاء معينة) والخلايا الشبيهة بالغدة، وارتبط بخصائص أكثر عدوانية عند مقارنته بالسرطان الغدي في بعض أنواع السرطان. وهي مسؤولة عن 1% إلى 4% من أشكال سرطان البنكرياس الخارجية.

## التشخيص

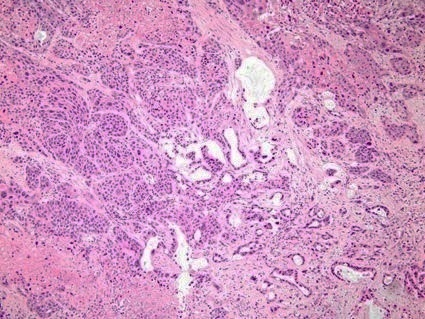
صورة مجهرية لسرطان البنكرياس الغدي.

يُظهر الفحص المجهري الضوئي مجموعة من الخلايا الشبيهة بالغدة والخلايا الظهارية الحرشفية. في الكيمياء الهيستولوجية المناعية، وتكون عادةً موجبة لـ CK5 / 6،و CK7،و p63، وسلبية لـ CK20،و p16 وبي53. وفي الاختبارات الجينية، عادة ما تُغير كيراس، وبي53

## وصلات خارجية
- دخول سرطان الخلايا الحرشفية الغدي في المجال العام NCI Dictionary of Cancer Terms
- تتضمن هذه المقالة مواد في الملكية العامة خاصة في المعهد الوطني الأمريكي للسرطان - "قاموس مصطلحات السرطان".